# MQ-9 Reaper
MQ-9 Reaper (с англ. — «жнец, жатка»; намёк на выражение Grim Reaper — «мрачный жнец», то есть смерть) — модульный разведывательно-ударный беспилотный летательный аппарат, разработанный компанией General Atomics Aeronautical Systems (подразделением корпорации General Dynamics) для использования в ВВС США, ВМС США и Британских ВВС. Первый полёт состоялся 2 февраля 2001 года.
Создан на основе MQ-1 Predator, поэтому иногда называется Predator B. Оснащён турбовинтовым двигателем, позволяющим развивать скорость более 400 км/час. Практический потолок составляет 15 240 м. Максимальная продолжительность полёта БПЛА MQ-9 Reaper равна 24 часам.

## История создания и производства
В общей сложности ВВС США планируют принять на вооружение 276 беспилотников Reaper. По состоянию на 2011 год на вооружении США, по разным данным, стоят от 63 до 74 MQ-9.
| Дата заказа        | Страна-покупатель | Количество заказанных БПЛА | Стоимость контракта |
| ------------------ | ----------------- | -------------------------- | ------------------- |
| апрель 2008 года   | США               | 4                          | н/д                 |
| август 2008 года   | Италия            | 4 + сервис в течение 5 лет | $330,0 млн          |
| н/д                | Великобритания    | 3                          | н/д                 |
| н/д                | Турция            | 4                          | н/д                 |
| ноябрь 2009 года   | Италия            | 2                          | $63,0 млн           |
| сентябрь 2010 года | США               | 6                          | $38,3 млн           |
| февраль 2011 года  | США               | 24                         | $148,3 млн          |
| декабрь 2011 года  | США               | 40                         | $319,2 млн          |
| январь 2015 года   | США               | 24                         | $279,2 млн          |

## Модификации
- Block-1 — в апреле 2012 года была представлена модификация MQ-9 с увеличенной продолжительностью полёта. Модернизированный БПЛА сможет находиться в воздухе на 10—15 часов дольше по сравнению с предыдущей версией. Этот результат был достигнут благодаря дополнительным топливным бакам и обновлённым шасси, благодаря чему продолжительность полёта увеличилась до 37 часов без дозаправки[10]. По сообщению компании-производителя, если на MQ-9 установить более длинные крылья (26,8 м вместо штатных размахом 20,0 м), то БПЛА сможет находиться в воздухе до 42 часов.
- Block-5 — увеличена мощность двигателя, установлена вторая радиостанция для передачи данных нескольким воздушным или наземным объектам, увеличена грузоподъёмность[11].
- Reaper ER — модификация с увеличенной (с 27 до 33 часов) продолжительностью полёта[12].

## Применение
Удары по террористам с применением БПЛА были санкционированы решением Конгресса США, принятым после теракта 11 сентября 2001 г.. С точки зрения международного права, применение БПЛА отдельно никак не регулируется.
Первый MQ-9 Reaper был поставлен ВВС США в марте 2007 года, а уже в октябре аппараты данного типа выполняли боевые задания в Афганистане. Так, в ноябре 2007 года Пентагон сообщил об уничтожении управляемыми авиабомбами GBU-12 Paveway II, сброшенными с борта БПЛА MQ-9 Reaper, группы талибов.
Используется также для патрулирования границы с Мексикой.
К марту 2009 года в ВВС США находилось 195 БПЛА типа Predator и 28 — типа Reaper B.
В августе 2008 года ВВС США завершили перевооружение беспилотными летательными аппаратами MQ-9 Reaper первой боевой авиачасти — 174-го истребительного авиакрыла Национальной гвардии. Перевооружение происходило в течение трёх лет. Ударные БПЛА показали высокую эффективность в Афганистане и Ираке. Основные преимущества перед заменёнными F-16: меньшая стоимость закупки и эксплуатации, большая продолжительность полёта, безопасность операторов и возможность их посменной работы при продолжительных полётах.

### Тактическая единица
Тактическая единица MQ-9 состоит из нескольких БПЛА, станции наземного управления, коммуникационного оборудования, ЗИП и обслуживающего персонала. Экипаж БПЛА состоит из пилота и оператора электронных систем. В зависимости от боевого задания БПЛА может нести разнообразные комбинации вооружений и электронного оборудования. Так, например, мультиспектральная система наведения AN/AAS-52 производства компании The Raytheon включает телекамеры в видимом и инфракрасном диапазонах, телевизионную систему на основе фотоумножения (Image intensifier) и лазерный дальномер-целеуказатель, предназначенный для наведения систем вооружения. Имеется также радар с синтезированной апертурой, предназначенный для наведения управляемых бомб типа JDAM и датчик движения цели.

### Боевое применение
- 1 мая 2007 года в ВВС США было создано «крыло 432d» — подразделение для боевого применения БПЛА MQ-1 Predator и MQ-9 Reaper. Часть расположена на базе ВВС «Крич» в Неваде. Летом 2007 году начались боевые полёты в Ираке и Афганистане[17].
- К началу марта 2008 года БПЛА Reaper совершили 16 налётов на цели в Афганистане с применением бомб и ракет Hellfire. Например, 4 февраля 2008 Reaper сбросил бомбу на грузовик, перевозивший минометный расчёт талибов вблизи Кандагара[18][уточнить].
- В сентябре 2009 года БПЛА Reaper были размещены на Сейшельских островах для операций против пиратов в Индийском океане[19].
- В апреле 2010 в Афганистане ударом БПЛА Reaper был убит третий человек в руководстве «Аль-Каиды» Мустафа Абу Язид, известный также как Шейх аль-Масри[20].
- 7 мая 2012 года ударом БПЛА Reaper был убит один из руководителей йеменского крыла «Аль-Каиды» Фахд аль-Куса[21].
- 22 сентября 2016 года ударом БПЛА Reaper был убит лидер «Аль-Каиды» в Йемене Абдаллах аль-Санаани[22].
- Гражданская война и вторжение в Йемен[23].
- В феврале 2018 года ударом MQ-9 Reaper был уничтожен сирийский танк Т-72[24][25].
- 21 ноября 2019 года MQ-9 Reaper ВВС США был сбит средствами ПВО либо российских наёмников, либо Ливийской национальной армии во время полёта над городом Тархуна в 80 км к югу от Триполи[26][27][28].
- 3 января 2020 убит иранский военный деятель, генерал-майор и командующий спецподразделением «Аль-Кудс» в составе Корпуса Стражей Исламской революции (КСИР), предназначенного для проведения спецопераций за пределами Ирана Касем Сулеймани. Был нанесен удар ракетой AGM-114 «Hellfire» по двум авто, в одном из которых находился Сулеймани. Кроме самого Сулеймани, были убиты ещё семь человек, из них четверо — члены «Хашд аш-Шааби», зять Сулеймани и шурин одного из основателей «Хизбаллы»[29].

## Характеристики
- Потолок: 15 км
- Автономность: 16-20 часов при полной загрузке[30]
- Дальность: 1900 км
- Вместимость топлива: 1300 кг
- Длина: 11 метров
- Грузоподъёмность: 1700 кг
- Вес: 2223 кг (пустой); 4760 кг (максимальный)
- Размах крыла: 25 м
- Максимальная скорость: 400 км/ч
- Крейсерская скорость: 250 км/ч
- Двигатель: Honeywell TP331-10[англ.] турбовинтовой, 670 кВт (910 л.с.)

### БРЭО
- Радиолокационная станция AN/APY-8 Lynx II с синтезированной апертурой, способная работать в режиме картографирования — в носовом обтекателе.
- Комбинированная электронно-оптическая и тепловизионная прицельная станция MTS-B — на сферическом подвесе под фюзеляжем. Включает лазерный дальномер-целеуказатель, способный осуществлять целеуказание всему спектру боеприпасов США и НАТО с полуактивным лазерным наведением.

### Вооружение
Имеет шесть точек подвески:
- 2 внутренние по 680 кг
- 2 посередине крыла по 230—270 кг
- 2 консольные по 68—91 кг

Может нести:
- До 4 ракет «воздух — земля» AGM-114 «Хеллфайр»; до 8-и в модификации MQ-9A[31].
- Или 4 ракеты «Хеллфайр» и две бомбы Mark 82 c лазерным наведением (GBU-12 Paveway II)
- Или бомбы Mark 82 с GPS-наведением (GBU-38 JDAM).
- Ракеты класса «воздух-воздух» AIM-9X[32]

Проходят испытания использования ракет «воздух-воздух» AIM-92 Stinger.

### Стоимость
Стоимость тактической единицы составляет приблизительно от 16,4 до 30 миллионов долларов США в зависимости от конфигурации (вооружение, БРЛС.)

## Происшествия и боевые потери
| Дата       | Бортовой номер | Место                                  | Жертвы | Описание |
| ---------- | -------------- | -------------------------------------- | ------ | --- |
| 13.12.2011 | н/д            | Сейшельские Острова, остров Маэ        | 0      | БПЛА разбился при заходе на посадку, инцидент обошёлся без жертв |
| 05.04.2012 | н/д            | Сейшельские Острова, остров Маэ        | 0      | БПЛА разбился при заходе на посадку, инцидент обошёлся без жертв |
| 20.02.2016 | н/д            | Афганистан, провинция Кандагар         | 0      | БПЛА разбился при заходе на посадку, жертв не имелось |
| 05.07.2016 | н/д            | САР                                    | 0      | БПЛА уничтожен самолётом коалиции, инцидент обошёлся без жертв |
| 17.11.2018 | н/д            | Нигер, Богоум                          | 0      | БПЛА разбился при невыясненных обстоятельствах, жертв не имелось |
| 20.08.2019 | н/д            | Йемен                                  | 0      | БПЛА сбит хуситами |
| 21.11.2019 | н/д            | Ливия                                  | 0      | Сбит средствами ПВО либо российских наёмников, либо Ливийской национальной армии |
| 18.08.2020 | н/д            | САР, провинция Идлиб                   | 0      | БПЛА был сбит или столкнулся с таким же дроном, работавшим с ним в паре |
| 18.08.2020 | н/д            | САР, провинция Идлиб                   | 0      | БПЛА был сбит или столкнулся с таким же дроном, работавшим с ним в паре |
| 02.09.2020 | н/д            | США, штат Нью-Мексико                  | 0      | БПЛА потерпел аварию при взлёте с базы ВВС «Холломан» |
| 06.12.2021 | н/д            | США, штат Нью-Мексико                  | 0      | БПЛА потерпел аварию при взлёте с базы ВВС «Холломан» |
| 25.02.2022 | н/д            | Йемен, мухуфаза Эль-Джауф              | 0      | БПЛА сбит армией Йемена |
| 14.07.2022 | н/д            | Румыния, жудец Клуж                    | 0      | Потерпел крушение при заходе на базу ВВС «Кымпия-Турзий» |
| 22.08.2022 | н/д            | Ливия, Эль-Макжа                       | 0      | Сбит ПВО ЛНА близ аэропорта «Бенина» в окрестностях Бенгази. |
| 18.01.2023 | н/д            | США, штат Калифорния                   | 0      | MQ-9A Reaper упал при попытке взлёта в Логистическом аэропорту Южной Калифорнии в Викторвилле. |
| 18.02.2023 | н/д            | Мали, провинция Томбукту               | 0      | Потерпел крушение в 30 км к северу от деревни Зархо |
| 14.03.2023 | н/д            | Над международными водами Черного моря | 0      | БПЛА был повреждён в результате инцидента с российским истребителем Су-27 во время разведывательного вылета в международном воздушном пространстве над Чёрным морем и был затоплен силами США в международных водах |
| 04.05.2023 | н/д            | Зона AFRICOM                           | 0      | MQ-9 Reaper упал в океан. |
| 15.05.2023 | н/д            | США, штат Аризона                      | 0      | БПЛА погранично-таможенной службы США разбился в Сьерра-Виста, около аэродрома «Либби», к северо-востоку от Элгина. Возник пожар, в результате которого выгорело два акра земли.                                    |
| 08.11.2023 | н/д            | Йемен, Красное море                    | 0      | MQ-9 Reaper сбит хуситами. |
| 19.01.2024 | н/д            | Ирак, мухафаза Салах-эд-Дин            | 0      | MQ-9A Reaper сбит исламским сопротивлением в Ираке возле авиабазы «Балад». |
| 19.02.2024 | н/д            | Йемен, Красное море                    | 0      | MQ-9 Reaper сбит хуситами. |
| 18.03.2024 | н/д            | Польша, воеводство Западно-Поморское   | 0      | MQ-9 Reaper упал в непосредственной близости от авиабазы 12 в городе Мирославец. |
| 26.04.2024 | н/д            | Йемен, мухафаза Саада                  | 0      | MQ-9 Reaper сбит хуситами. |
| 16.05.2024 | н/д            | Йемен, мухафаза Мариб                  | 0      | MQ-9 Reaper сбит хуситами. |
| 20.05.2024 | н/д            | Йемен, мухафаза Эль-Байда              | 0      | MQ-9A Reaper сбит хуситами. |
| 29.05.2024 | н/д            | Йемен, мухафаза Мариб                  | 0      | MQ-9A Reaper сбит хуситами. |
| 09.12.2024 | н/д            | Сирия                                  | 0      | MQ-9A Reaper сбит по ошибке «дружественным огнём» курдской группировкой YPG. |

## На вооружении
- США
  - Учебное авиационное командование: 210 MQ-9A по состоянию на 2023 год[81]. В 2023 году планируется передача 100 MQ-9 из ВС США другой государственной структуре по программе отказа от устаревших систем[81]
  - Авиация Корпуса морской пехоты: 2 MQ-9A по состоянию на 2023 год[81]
  - ВВС Национальной гвардии США: 24 MQ-9A по состоянию на 2023 год[81]
  - Командование специальных операций ВВС США: 50 MQ-9 по состоянию на 2023 год[81]
- Великобритания
  - ВВС Великобритании: 10 MQ-9A и 1 MQ-9B по состоянию на 2024 год[82]
- Нидерланды: 4 единицы MQ-9 по состоянию на 2024 год, планируется увеличение количества до 6 единиц[83]
- Италия
  - ВВС Италии: 6 MQ-9A по состоянию на 2024 год[84]
- Испания: 4 MQ-9A по состоянию на 2024 год[85]
- Польша: 4 единицы MQ-9 по состоянию на 2024 год, арендованы у США[86]
- Китайская Республика: MQ-9B закуплены в 2022 году[81]
- Турция
  - ВВС Турции: 4 MQ-9 по состоянию на 2012 год[87]
- Франция
  - ВКС Франции: 12 MQ-9A Reaper по состоянию на 2024 год[88].
- Япония: 1 MQ-9B по состоянию на 2023 год[81]